# Powertürk TV
Powertürk TV est une chaîne musicale turque de vidéoclips 24h/24 de tendance pop et rock turc, axé sur les Hits du moment ainsi que sur les Hits inoubliables des années 90 à aujourd'hui. Elle propose les nouveautés musicales turques.
Elle est diffusée depuis Istanbul et fait partie du groupe média "Power Media Group Turkey". Elle est diffusée au niveau national et international grâce au Satellite et réseaux câblés Cable et ADSL (IPTV).

## Programmation
La chaîne diffuse les videoclips sous un format plutôt sans coupure, sans bavardages, de façon ininterrompu.
Sa programmation sélective et épurée sur la musique hit contemporaine lui vaut souvent des critiques dans les médias de la part de certains chanteurs turcs, y compris chanteurs pop et rock.
Parmi les émissions de la chaîne, on retrouve des programmes sur l'actualité musicale, des nouvelles de la scène pop turque, des informations sur la réalisation des vidéoclips et albums, ainsi que l'actualité des films à l'affiche.

## Historique
Powertürk TV a été créée en 2003. Elle a d'abord été diffusée en exclusivité au sein du bouquet satellite Digitürk, puis reprise sur le câble analogique de Türk Telekom (Türksat Kablo - Teledünya aujourd'hui) avant de rejoindre une diffusion en clair sur le satellite Türksat 42°Est fin septembre 2005.
La chaîne a lancé sa diffusion en HD le 8 janvier 2015 sur Türksat uniquement sous forme de test, puis régulier depuis le 16 juin 2015. Cette déclinaison HD est reprise chez Free IPTV, disponible en France, depuis le 22 septembre 2015*
. 

## Zone de diffusion - réception

### Turquie
- Satellite

1. Türksat 4A, en clair
2. Bouquet Digitürk, canal 98
3. Bouquet D-smart, canal 118

- Câble

1. Bouquet Turksat Kablo Teledünya, canal 159

- IPTV (ADSL)

1. Bouquet TTNet Tivibu, canal 162

### France
- IPTV (ADSL)

1. Bouquet Freebox, canal 582 (incluse basique, HD disponible également)
2. Bouquet Orange, canal 485 (bouquet turc, option)

### Suisse
- Câble

1. Bouquet UPC Cablecom, canal 319 (bouquet Türkiye, option)

### Allemagne
- IPTV (ADSL)

1. Bouquet T-Home, canal - (en option)
2. Bouquet Vodafone, canal - (en option)

- Câble

1. Bouquet Unitymedia, canal - (en option)
2. Bouquet Kabel BW, canal - (en option)
3. Bouquet Kabel Deutschland, canal - (en option)

### Europe, Proche-Orient, Afrique du Nord
- Satellite

1. Türksat 3A, faisceau Ouest, en clair
2. Eutelsat W3A, faisceau Europe-2, cryptée (Digitürk)

### Australie
- Satellite

1. TV Plus, canal - (en option, ''Turkey'')

### Monde
- Internet

1. Site web de la chaîne et powerapps.com.tr
2. Digiturk web TV Digiplay

## Quelques programmes populaires
- %100 Hit (100% Hit, anciennement Top Türkçe Pop)
- 5 TE 5 (5 sur 5, videographie d'un artiste)
- Unutulmayanlar (Les inoubliables)
- Pop Sabah (Pop du matin)
- Pop Favori (Pop Favori, vote par sms)
- Yaz Akşamı (Soirées d'été)
- Kulis (Coulisses)
- Müzik Haber (Infos Musicales)
- Pop Program (Agenda Musical)
- 40XPop (Top 40)
- Klip Mesaj (Clip Message)
- Video Top (Top Vidéo Infos)
- Sinevizyon (Infos Cinéma)
- Akustik (Acoustique)
- Sen Iste (À ta demande)